# ラシュヌ
ラシュヌ（Rashnu）は、ゾロアスター教に伝わるヤザタの一柱。ミスラの従神で、スラオシャ同様、暴力の悪神アエーシュマと敵対する。

## 概要
正義を司り、両神と共に死者の魂に判決を下す三神の一柱とされる。名前は「厳格な公平」を意味する。天国に通じる橋（審判の橋）を守るヤザタでもあり、ラシュヌは3日間黄金の天秤で公平に死者の魂の価値を精査する。その間死者は自分の死体のまわりでさまよっている。
また、その橋によって「歌の館」に行けないと裁かれた魂は、「不義の館」へと引きずり落とされる。
あるいは、さまよった後、魂は審判の場である「頌歌の家」に行き、ラシュヌら3神によって秤にかけられる。善行が重きなら天国へ召されて、悪行が重きなら地獄に落とされる。